# Hydrocanthus paludimonstrus
Hydrocanthus paludimonstrus là một loài bọ cánh cứng trong họ Noteridae. Loài này được K.B.Miller miêu tả khoa học đầu tiên năm 2001.